# 1976 în film
- 1975 în cinematografie — 1976 în cinematografie — 1977 în cinematografie

## Filmele cu cele mai mari încasări
| #   | Titlu                   | Studio                        | Încasări     |
| --- | ----------------------- | ----------------------------- | ------------ |
| 1.  | Rocky                   | United Artists                | $117,235,147 |
| 2.  | To Fly!                 | National Air and Space Museum | $86,600,000  |
| 3.  | A Star Is Born          | Warner Bros.                  | $80,000,000  |
| 4.  | All the President's Men | Warner Bros.                  | $70,600,000  |
| 5.  | The Omen                | 20th Century Fox              | $60,922,980  |
| 6.  | In Search of Noah's Ark | Schick Sunn Classic Pictures  | $55,700,000  |
| 7.  | King Kong               | Paramount Pictures            | $52,614,445  |
| 8.  | Silver Streak           | 20th Century Fox              | $51,079,064  |
| 9.  | The Enforcer            | Warner Bros.                  | $46,236,000  |
| 10. | Midway                  | Universal Pictures            | $43,220,000  |

## Premii

### Oscar
- Cel mai bun film:
- Cel mai bun regizor:
- Cel mai bun actor:
- Cea mai bună actriță:
- Cel mai bun film străin:

Articol detaliat: Oscar 1976

### César
- Cel mai bun film: Le Vieux Fusil (Pușca veche), regizat de Robert Enrico
- Cel mai bun actor: Philippe Noiret - Le Vieux Fusil
- Cea mai bună actriță:  Romy Schneider - L'important c'est d'aimer (Important e să iubești)
- Cel mai bun film străin: Profumo di donna (Parfum de femeie), regizat de Dino Risi

Articol detaliat: Césars 1976

### BAFTA
- Cel mai bun film:
- Cel mai bun actor:
- Cea mai bună actriță:
- Cel mai bun film străin: